# Ромодановские-Ладыженские
Ромодановские-Ладыженские (Ромодановские-Лодыженские) — угасший русский княжеский род.

## Происхождение и история рода
Род происходит по женской линии от убитого на войне (1712) гвардии капитана князя Андрея Михайловича Ромодановского. Его третья дочь, княжна Екатерина Андреевна, вышла замуж за Ивана Петровича Ладыженского и имела двух дочерей и двух сыновей — Сергея Ивановича, умершего бездетным, и Николая Ивановича († 1803). Николай Иванович служил при Императрице Екатерине II генерал-поручиком. Император Павел I назначил его сенатором, пожаловал в действительные тайные советники, произведя впоследствии в звание генерала от инфантерии.
Именным Высочайшим указом (08 апреля 1798) императора Павла I дозволено Николаю Ивановичу Лодыженскому принять фамилию и достоинство князей Ромодановских, в память рода сего, от которого он остался последней отраслью, и именоваться Ромодановским-Лодыженским, присоединив герб сей фамилии, который был утверждён 19 ноября 1798 года.
Его сын, Александр Николаевич Ромодановский-Ладыженский — генерал-лейтенант (1808), выпускник Пажеского корпуса (1783), от брака с воспитанницей своего холостого дяди барона Петра Исаевича Шафирова оставил трёх дочерей и двух сыновей, князей Константина и Юрия Александровичей, со смертью которых род князей Ромодановских-Ладыженских пресёкся (1871).

## Описание герба
Щит разделён на десять частей, из которых в первой и десятой частях, в серебряном поле, изображено дерево дуб натурального цвета. Во второй части, в голубом поле, два золотых бруска и стрела, летящая сквозь них диагонально к левому нижнему углу. В третьей части, в золотом поле, медведь, идущий по траве в левую сторону. В четвёртой и седьмой частях, в красном поле, означены серебром по одной лилии. В пятой и шестой частях, в чёрном поле, согнутая в латах рука с мечом, вверх поднятым. В восьмой части, в золотом поле, находится стародубский князь, имеющий в правой руке посох. В девятой части, в голубом поле, серебряный олень с ветвью во рту, бегущий направо из золотого леса. Сверх этих десяти частей, посредине щита в серебряном поле виден медведь, идущий к дереву, на правой стороне поставленному. Щит увенчан тремя шлемами с княжеской на каждой шапкой, из которых на первом видно дерево дуб, на втором — в латах рука с мечом, вверх поднятым, а на третьем — до половины выходящий медведь. Щитодержатели: два медведя. Весь щит покрыт мантией и шапкой, принадлежащими княжескому достоинству.
Герб внесён в IV часть Общего гербовника дворянских родов № 5.